# Argo (formație)
Argo este o trupă grecească ce a reprezentat Grecia la Eurovision Song Contest 2016, în Stockholm, Suedia.